# Ruthless Records
Ruthless Records — американський звукозаписувальний лейбл, заснований в 1987 році репером Eazy-E, учасником групи N.W.A, і менеджером Джеррі Хеллером, в рідному місті Eazy-E, Комптоні (Каліфорнія). Цей лейбл свого часу відкрив дорогу багатьом виконавцям гангста-репу.
З моменту заснування лейбла 15 альбомів Ruthless Records отримали платиновий або мультиплатиновий статус у США: досягти такого успіху під егідою лейбла вдалося N.W.A, Eazy-E, The D.O.C., MC Ren, Bone Thugs-n-Harmony, Krayzie Bone і Layzie Bone.

## Історія

### Доба N.W.A
Лейбл Ruthless Records був заснований для випуску музичної продукції N.W.A. Першим успішним синглом Ruthless став дебютний запис Eazy-E «Boyz-n-the-Hood» 1987 року. У тому ж році вийшов сингл N.W.A «Panic Zone», а також збірка N.W.A and the Posse, яка, хоч і була видана під назвою групи, не мала до лейблу жодного відношення. 1988 року фірма почала випускати сингли групи J.J. Fad, але першим повноформатним релізом Ruthless став альбом N.W.A Straight Outta Compton, який у 2015 році був сертифікований RIAA як тричі платиновий. Потім відразу ж вийшов дебютний альбом Eazy-E Eazy-Duz-It.
У міру того, як шість учасників N.W.A вирушили на гастролі на підтримку альбому, деякі члени групи стали висловлювати своє невдоволення фінансовим становищем лейбла. За словами одного з учасників N.W.A MC Ren'a, була поширена думка, що менеджер групи та співзасновник Ruthless Джеррі Хеллер обкрадав групу.

### Розпад N.W.A
Попри те, що N.W.A була дуже успішною, The D.O.C. порадив Доктору Дре Шуга Найта, що він повинен залишити лейбл, щоб уникнути будь-якого можливого фінансового втручання Хеллера, пропонуючи звільнити доктора Дре від його контракту з Ruthless. Зрештою Шугу вдалося отримати контракти Dre, D.O.C. і співачки Мішель — за допомогою, як повідомляється, незаконних засобів — і продовжив створення Death Row Records разом з Доктором Дре.

### Смерть Eazy-E
Згодом Eazy-E сам запідозрив Хеллера в фінансових махінаціях і звільнив його незадовго до своєї смерті у 1995 році.
1 березня 1995 року в Eazy-E був діагностований ВІЛ/СНІД; приблизно в цей час він почав працювати над своїм третім альбомом. Він щойно підписав контракт із групою Bone Thugs-n-Harmony з Клівленда, штат Огайо, чий EP Creepin on ah Come Up 1994 року був добре сприйнятий критиками та шанувальниками. Eazy-E був виконавчим продюсером другого альбому Bone Thugs, E 1999 Eternal, який вийшов незабаром після його смерті 26 березня 1995 року від ВІЛ/СНІДу в медичному центрі Cedars-Sinai в Лос-Анджелесі. Їхній грандіозний сингл 1996 року «Tha Crossroads» був присвячений Eazy-E і допоміг альбому стати мультиплатиновим.
Після смерті Eazy-E лейбл перейшов у розпорядження його дружини, Томіки Вудс, яка не змогла владнати всі проблеми з лейблом, і він згодом припинив своє існування.

## Колишні артисти
| Артист                   | Рік підписання               | Вийшло альбомів на лейблі |
| ------------------------ | ---------------------------- | ------------------------- |
| Eazy-E                   | Засновник (до смерті у 1995) | 5                         |
| MC Ren                   | 1987 — 1998                  | 4                         |
| N.W.A                    | 1987 — 1991                  | 3                         |
| J. J. Fad                | 1987 — 1991                  | 2                         |
| Dr. Dre                  | 1987 — 1991                  | —                         |
| The D.O.C.               | 1988 — 1991                  | 1                         |
| Michel'le                | 1988 — 1991                  | 1                         |
| Fila Fresh Crew          | 1988 — 1990                  | 1                         |
| Yomo & Maulkie           | 1989 — 1992                  | 1                         |
| Kokane                   | 1989 — 1995                  | 2                         |
| Tairrie B                | 1989 — 1995                  | 1                         |
| Jimmy Z                  | 1990 — 1991                  | 1                         |
| Above the Law            | 1990 — 1996                  | 4                         |
| Penthouse Players Clique | 1991 — 1993                  | 1                         |
| Atban Klann              | 1992 — 1995                  | —                         |
| H.W.A                    | 1992 — 1995                  | 2                         |
| Menajahtwa               | 1992 — 1994                  | 1                         |
| Blood of Abraham         | 1993 — 1994                  | 1                         |
| Bone Thugs-n-Harmony     | 1993 — 2003                  | 5                         |
| Krayzie Bone             | 1993 — 2003                  | 2                         |
| Bizzy Bone               | 1993 — 2003                  | 1                         |
| Layzie Bone              | 1993 — 2003                  | 1                         |
| Wish Bone                | 1993 — 2003                  | —                         |
| DJ U-Neek                | 1993 — 2003                  | —                         |
| Brownside                | 1994 — 1995                  | —                         |
| Kid Frost                | 1994 — 1997                  | 2                         |
| Stevie Stone             | 2007 — 2010                  | 1                         |
| Hopsin                   | 2007 — 2010                  | 1                         |

1. ↑  Released an album under the Comptown imprint